# Municipio de Danville (condado de Worth)
El municipio de Danville (en inglés: Danville Township) es un municipio ubicado en el condado de Worth en el estado estadounidense de Iowa. En el año 2010 tenía una población de 348 habitantes y una densidad poblacional de 3,74 personas por km².

## Geografía
El municipio de Danville se encuentra ubicado en las coordenadas 43°18′4″N 93°19′4″O / 43.30111, -93.31778. Según la Oficina del Censo de los Estados Unidos, el municipio tiene una superficie total de 93.12 km², de la cual 93,12 km² corresponden a tierra firme y (0 %) 0 km² es agua.

## Demografía
Según el censo de 2010, había 348 personas residiendo en el municipio de Danville. La densidad de población era de 3,74 hab./km². De los 348 habitantes, el municipio de Danville estaba compuesto por el 97,41 % blancos, el 0,57 % eran afroamericanos, el 0,29 % eran asiáticos, el 0,86 % eran de otras razas y el 0,86 % eran de una mezcla de razas. Del total de la población el 4,02 % eran hispanos o latinos de cualquier raza.